# Voetbal op de Olympische Zomerspelen 2016
Voetbal is een van de sporten die beoefend werden tijdens de Olympische Zomerspelen 2016 in Rio de Janeiro. De wedstrijden vonden van 3 tot en met 19 augustus plaats in vijf stadions in evenveel steden. Bij de mannen mochten "onder 23"-teams deelnemen. Dit zijn teams waarbij de spelers geboren waren op of na 1 januari 1993 en tijdens de Spelen dus maximaal 23 jaar oud waren. Daarnaast mocht elk land maximaal drie spelers selecteren die ouder waren (de dispensatiespelers). Bij de vrouwen gold geen leeftijdsbeperking.

## Stadions
| Brasilia                        | Salvador                                                           | São Paulo          |
| ------------------------------- | ------------------------------------------------------------------ | ------------------ |
| Estádio Nacional de Brasília    | Itaipava Arena Fonte Nova                                          | Arena Corinthians  |
| Capaciteit: 70.064              | Capaciteit: 56.500                                                 | Capaciteit: 65.807 |
|                                 |                                                                    |                    |
| Belo Horizonte                  | Stadions Olympische Spelen 2016                                    | Manaus             |
| Mineirão                        | Stadions Olympische Spelen 2016                                    | Arena Amazônia     |
| Capaciteit: 62.160              | Stadions Olympische Spelen 2016                                    | Capaciteit: 40.459 |
|                                 | Stadions Olympische Spelen 2016                                    |                    |
| Rio de Janeiro                  | · Rio de Janeiro Manaus São Paulo Belo Horizonte Brasilia Salvador | Rio de Janeiro     |
| Estádio Olímpico João Havelange | · Rio de Janeiro Manaus São Paulo Belo Horizonte Brasilia Salvador | Maracanã           |
| Capaciteit: 60.000              | · Rio de Janeiro Manaus São Paulo Belo Horizonte Brasilia Salvador | Capaciteit: 76.804 |
|                                 | · Rio de Janeiro Manaus São Paulo Belo Horizonte Brasilia Salvador |                    |

## Kwalificatie

### Mannen
| Toernooi                                                               | Datum                        | Locatie                      | Plaatsen | Geplaatste landen                    |
| ---------------------------------------------------------------------- | ---------------------------- | ---------------------------- | -------- | ------------------------------------ |
| Gastland                                                               | Gastland                     | Gastland                     | 1        | Brazilië                             |
| Aziatisch kwalificatietoernooi                                         | 12–30 januari 2016           | Qatar                        | 3        | Irak Japan Zuid-Korea                |
| Afrikaans kampioenschap voetbal onder 23 - 2015                        | 28 november–12 december 2015 | Senegal                      | 3        | Algerije Nigeria Zuid-Afrika         |
| Noord- en Midden-Amerikaans en Caraïbisch kwalificatietoernooi         | 1–13 oktober 2015            | Verenigde Staten             | 2        | Honduras Mexico                      |
| Zuid-Amerikaans kampioenschap voetbal onder 20 - 2015                  | 14 januari–7 februari 2015   | Uruguay                      | 1        | Argentinië                           |
| Oceanisch kwalificatietoernooi                                         | 3–17 juli 2015               | Papoea-Nieuw-Guinea          | 1        | Fiji                                 |
| Europees kampioenschap voetbal onder 21 - 2015                         | 17–30 juni 2015              | Tsjechië                     | 4        | Denemarken Duitsland Portugal Zweden |
| Internationale Play-off (nr. 2 Zuid-Amerika en nr. 3 N- en M. Amerika) | 25–29 maart 2016             | Colombia en Verenigde Staten | 1        | Colombia                             |
| Totaal                                                                 | Totaal                       | Totaal                       | 16       |                                      |

#### Internationale play-off
De nummer 2 van Zuid-Amerika en nummer 3 Noord- en Midden-Amerika spelen tegen elkaar in deze internationale play-off om 1 plek op de Olympische Spelen.
|                           |                             |       |                  |                                                                                       |
| 25 maart 2016 16:05 UTC−5 | Colombia                    | 1 – 1 | Verenigde Staten | Estadio Metropolitano, Barranquilla Toeschouwers: 10.000 Scheidsrechter: Cüneyt Çakır |
| 25 maart 2016 16:05 UTC−5 | Juan F. Quintero 67' (pen.) |       | 5' Luis Gil      | Estadio Metropolitano, Barranquilla Toeschouwers: 10.000 Scheidsrechter: Cüneyt Çakır |

|                           |                           |       |                                       |                                                                            |
| 29 maart 2016 20:35 UTC−5 | Verenigde Staten          | 1 – 2 | Colombia                              | Toyota Stadium, Frisco Toeschouwers: 7.998 Scheidsrechter: Ravshan Irmatov |
| 29 maart 2016 20:35 UTC−5 | Deiver Machado 57' (e.d.) |       | 30' Roger Martínez 64' Roger Martínez | Toyota Stadium, Frisco Toeschouwers: 7.998 Scheidsrechter: Ravshan Irmatov |

### Vrouwen
| Toernooi                                                       | Datum                    | Locatie                  | Plaatsen | Geplaatste landen       |
| -------------------------------------------------------------- | ------------------------ | ------------------------ | -------- | ----------------------- |
| Gastland                                                       | Gastland                 | Gastland                 | 1        | Brazilië                |
| Aziatisch kwalificatietoernooi                                 | 29 februari–9 maart 2016 | Japan                    | 2        | Australië China         |
| Afrikaans kwalificatietoernooi                                 | 22 mei–18 oktober 2015   | Uit- en thuiswedstrijden | 2        | Zuid-Afrika Zimbabwe    |
| Noord- en Midden-Amerikaans en Caraïbisch kwalificatietoernooi | 10–21 februari 2016      | Verenigde Staten         | 2        | Verenigde Staten Canada |
| Zuid-Amerikaans kampioenschap 2014                             | 11–28 september 2014     | Ecuador                  | 1        | Colombia                |
| Oceanisch kwalificatietoernooi                                 | 23–26 februari 2016      | Papoea-Nieuw-Guinea      | 1        | Nieuw-Zeeland           |
| Wereldkampioenschap voetbal vrouwen 2015 (Europa)*             | 6 juni–5 juli 2015       | Canada                   | 2        | Duitsland Frankrijk     |
| Uefa Olympisch kwalificatietoernooi                            | 2–9 maart 2016           | Nederland                | 1        | Zweden                  |
| Totaal                                                         | Totaal                   | Totaal                   | 12       |                         |

## Medailles

### Eindrangschikking
| Onderdeel | Goud | Zilver | Brons |
| Mannen    | BraziliëWeverton Zeca Rodrigo Caio Marquinhos Renato Augusto Douglas Santos Luan Rafinha Gabriel Neymar Gabriel Jesus Walace William Luan Garcia Rodrigo Dourado Thiago Maia Felipe Anderson Uilson                                                                                  | DuitslandTimo Horn Jeremy Toljan Lukas Klostermann Matthias Ginter Niklas Süle Sven Bender Max Meyer Lars Bender Davie Selke Leon Goretzka Julian Brandt Jannik Huth Philipp Max Robert Bauer Max Christiansen Grischa Prömel Serge Gnabry Nils Petersen Eric Oelschlägel                          | NigeriaDaniel Akpeyi Muenfuh Sincere Kingsley Madu Shehu Abdullahi Saturday Erimuya William Troost-Ekong Aminu Umar Oghenekaro Etebo Imoh Ezekiel John Obi Mikel Junior Ajayi Popoola Saliu Umar Sadiq Azubuike Okechukwu Ndifreke Udo Stanley Amuzie Usman Mohammed Emmanuel Daniel            |
| Vrouwen   | DuitslandAlmuth Schult Josephine Henning Saskia Bartusiak Leonie Maier Annike Krahn Simone Laudehr Melanie Behringer Lena Goeßling Alexandra Popp Dzsenifer Marozsán Anja Mittag Tabea Kemme Sara Däbritz Babett Peter Mandy Islacker Melanie Leupolz Isabel Kerschowski Svenja Huth | ZwedenJonna Andersson Emilia Appelqvist Kosovare Asllani Emma Berglund Stina Blackstenius Hilda Carlén Lisa Dahlkvist Magdalena Ericsson Nilla Fischer Sofia Jakobsson Hedvig Lindahl Fridolina Rolfö Elin Rubensson Jessica Samuelsson Lotta Schelin Caroline Seger Linda Sembrant Olivia Schough | CanadaStephanie Labbé Allysha Chapman Kadeisha Buchanan Shelina Zadorsky Rebecca Quinn Deanne Rose Rhian Wilkinson Diana Matheson Josée Bélanger Ashley Lawrence Desiree Scott Christine Sinclair Sophie Schmidt Melissa Tancredi Nichelle Prince Janine Beckie Jessie Fleming Sabrina D'Angelo |

### Medaillespiegel
| Plaats | Land      | NOC    | Goud | Zilver | Brons | Totaal |
| ------ | --------- | ------ | ---- | ------ | ----- | ------ |
| 1      | Duitsland | GER    | 1    | 1      | 0     | 2      |
| 2      | Brazilië  | BRA    | 1    | 0      | 0     | 1      |
| 3      | Zweden    | SWE    | 0    | 1      | 0     | 1      |
| 4      | Canada    | CAN    | 0    | 0      | 1     | 1      |
| 4      | Nigeria   | NGA    | 0    | 0      | 1     | 1      |
| Totaal | Totaal    | Totaal | 2    | 2      | 2     | 6      |

## Foto's

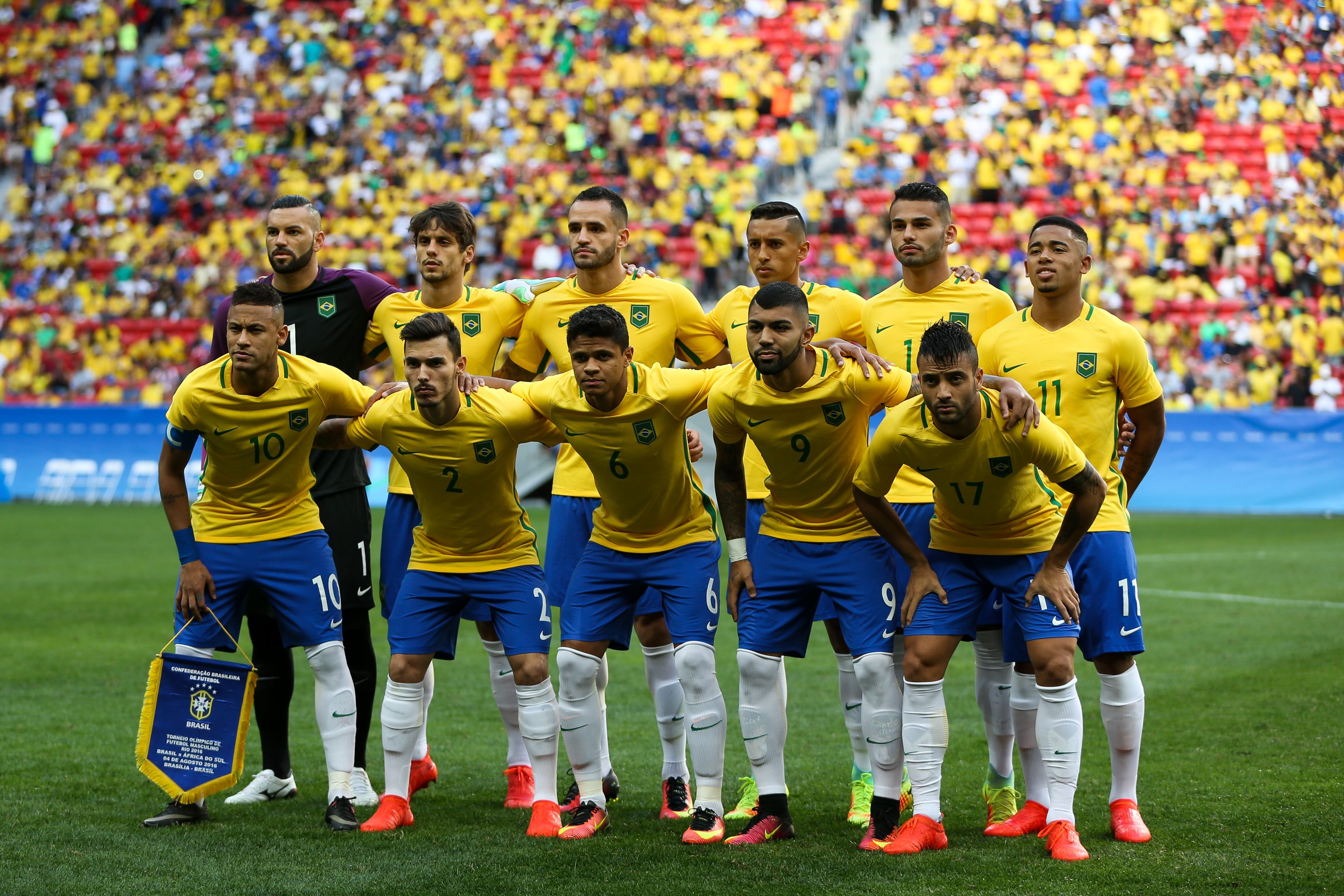
Braziliaans mannenelftal (tegen Zuid-Afrika)
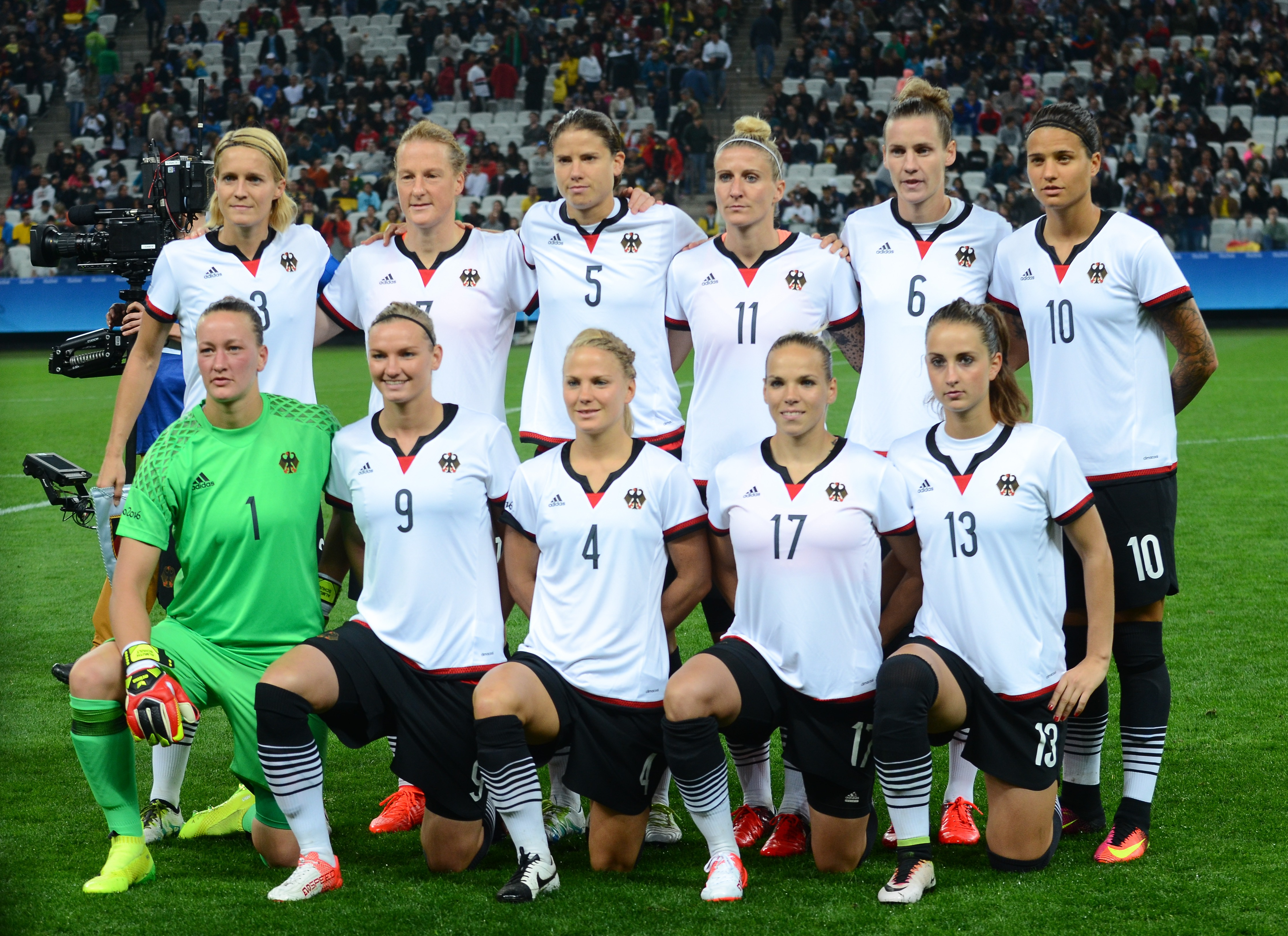
Duits vrouwenelftal (tegen Zimbabwe)
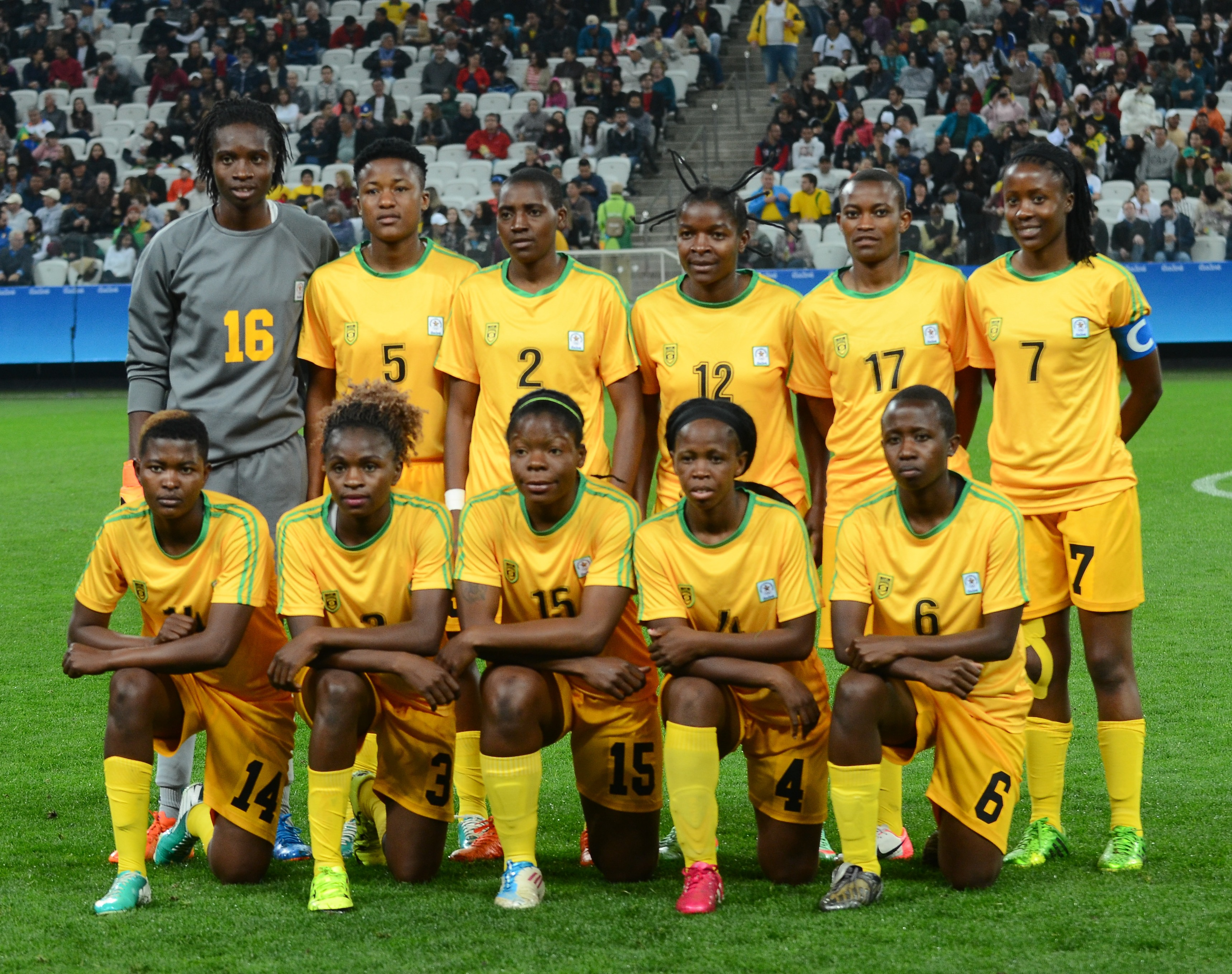
Zimbabwaans vrouwenelftal (tegen Duitsland)
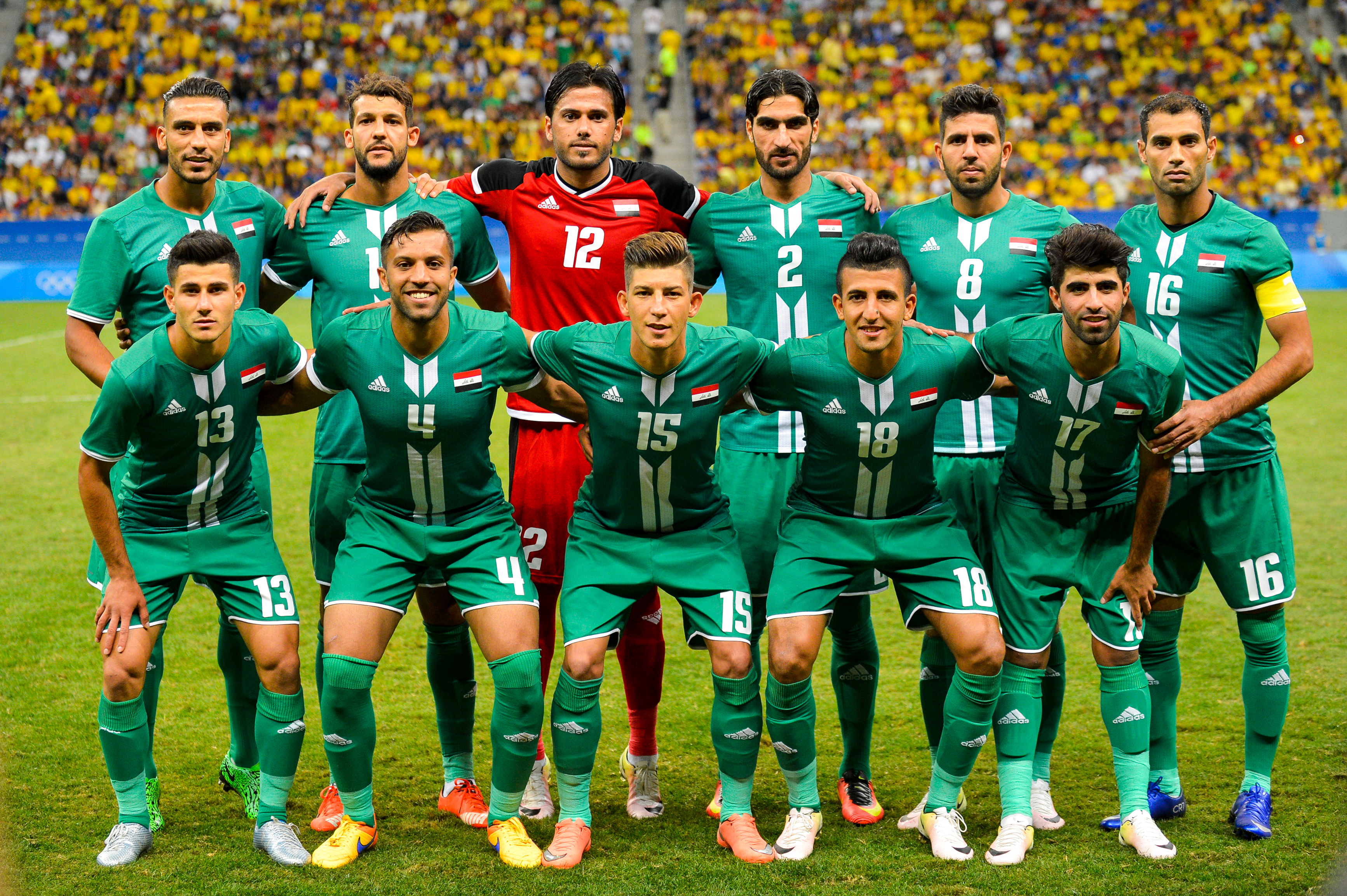
Iraaks mannenelftal (tegen Brazilië)
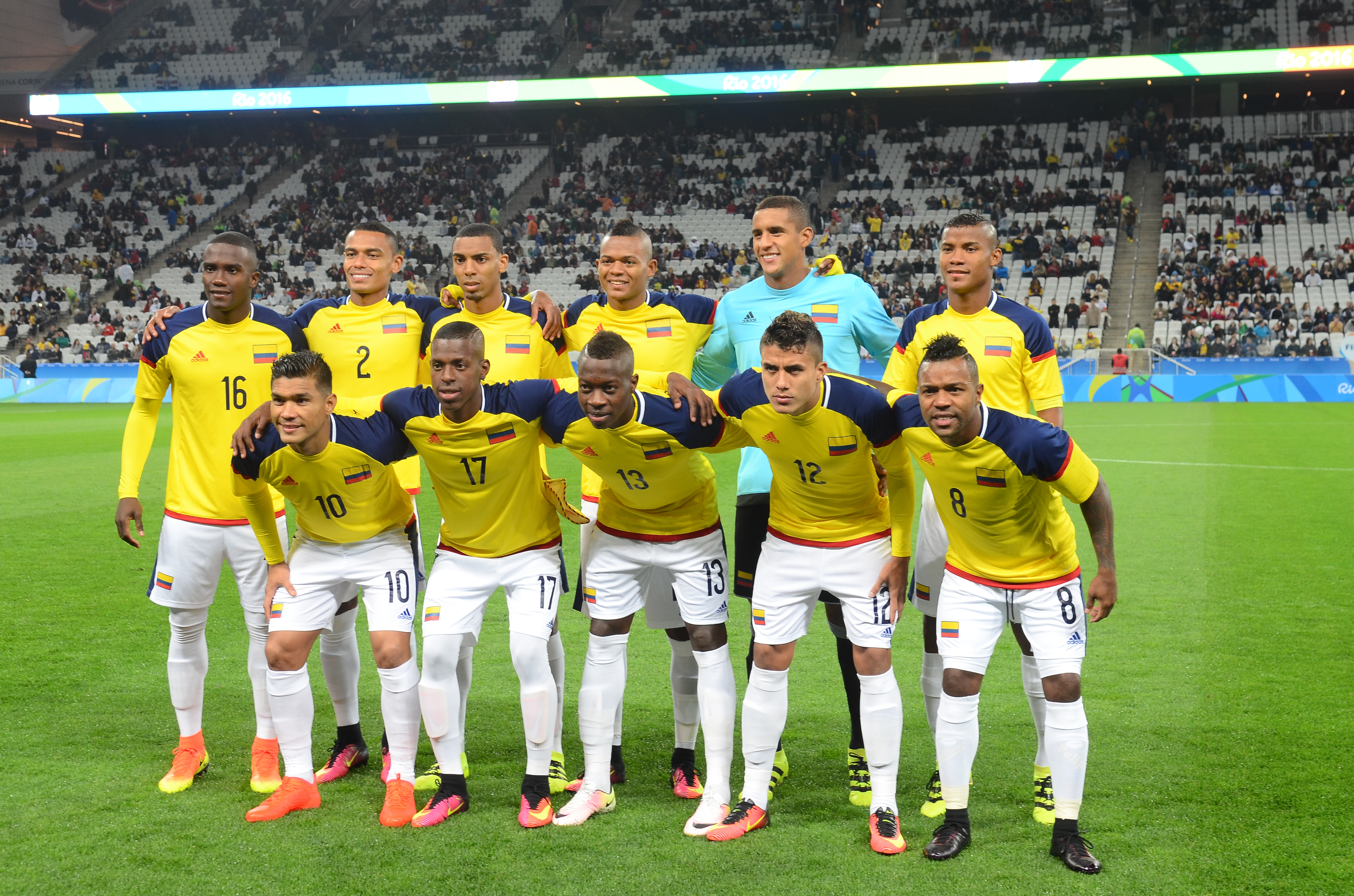
Colombiaans mannenelftal (tegen Nigeria)
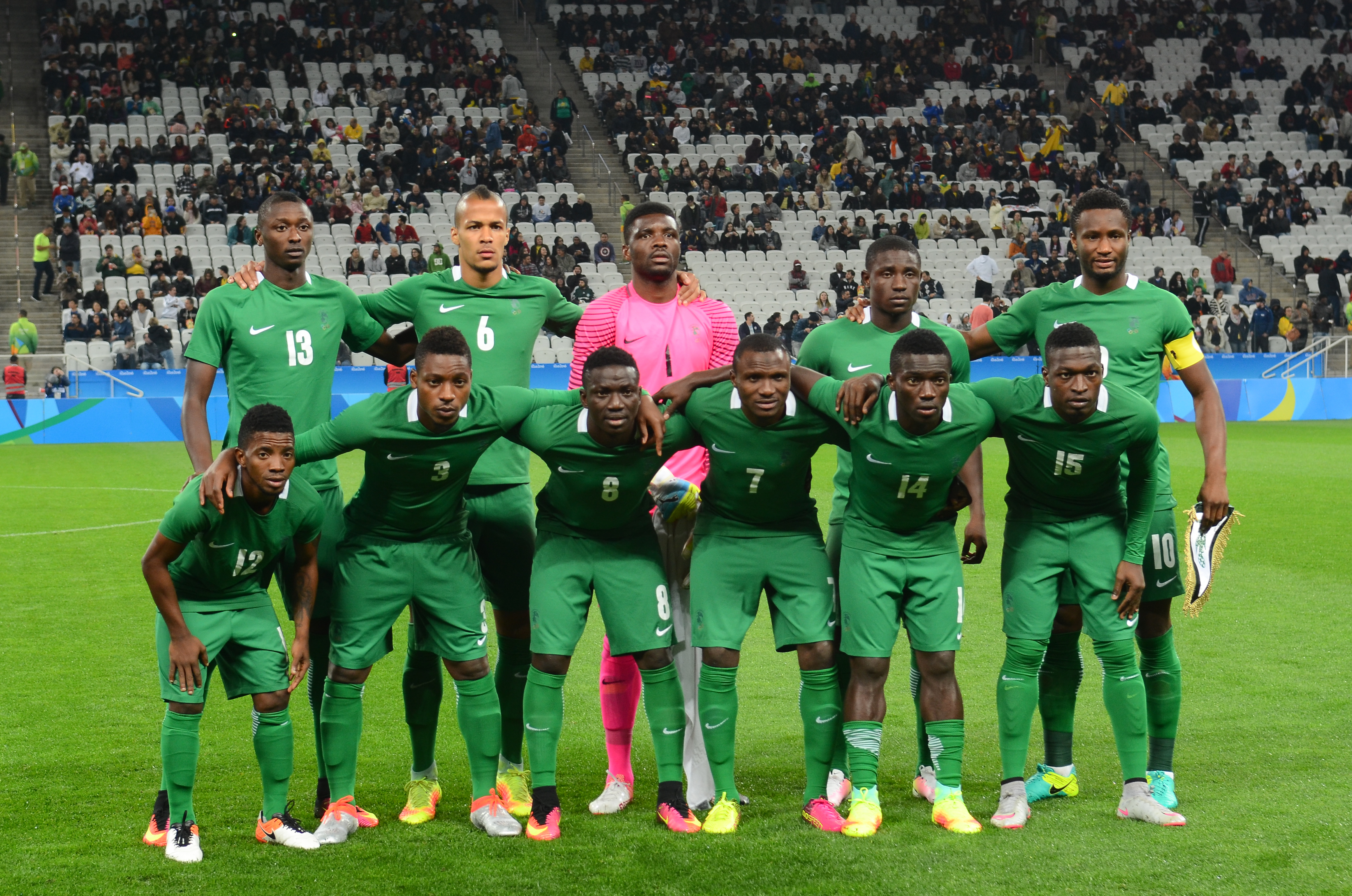
Nigeriaans mannenelftal (tegen Colombia)
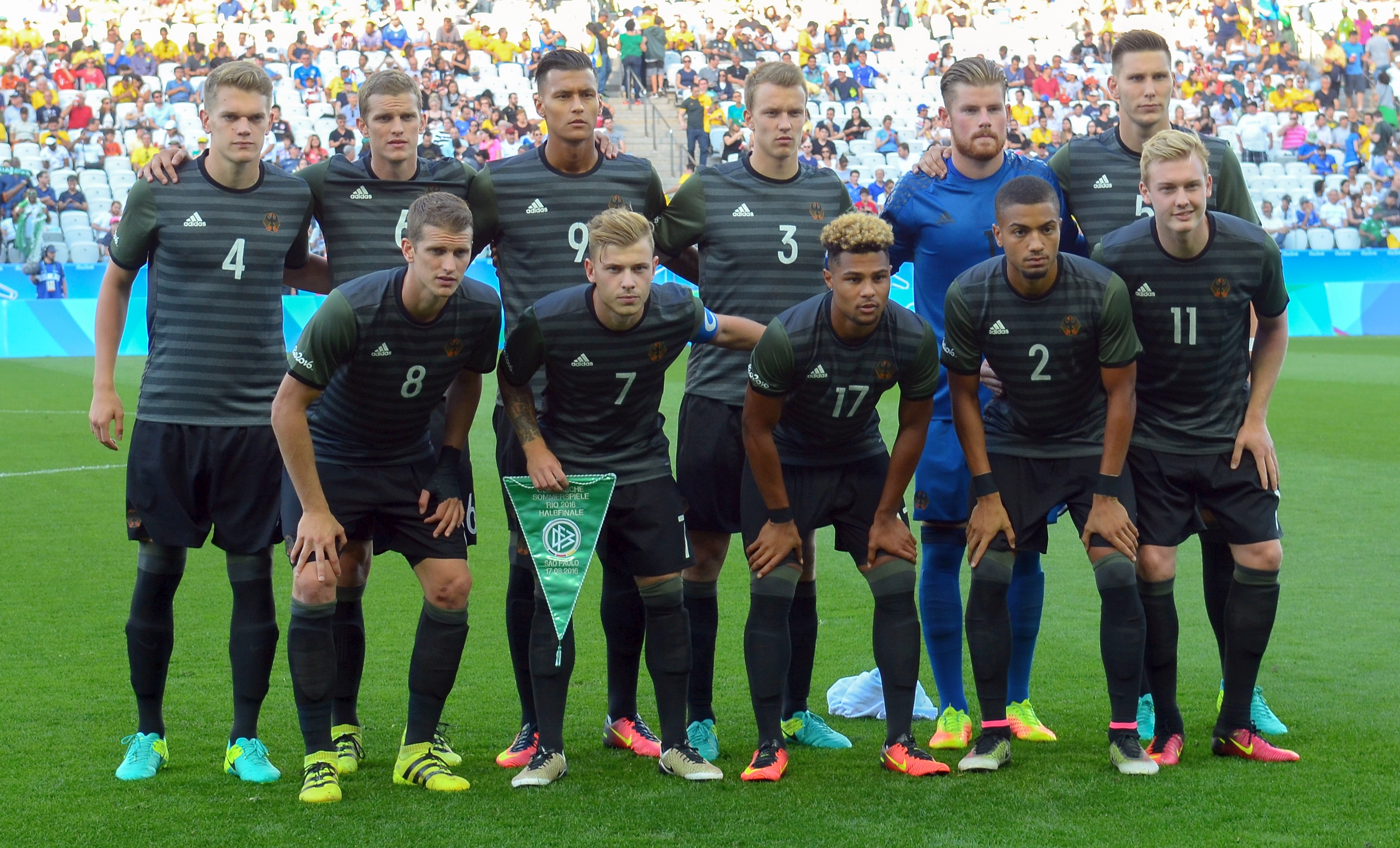
Duits mannenelftal (tegen Nigeria)
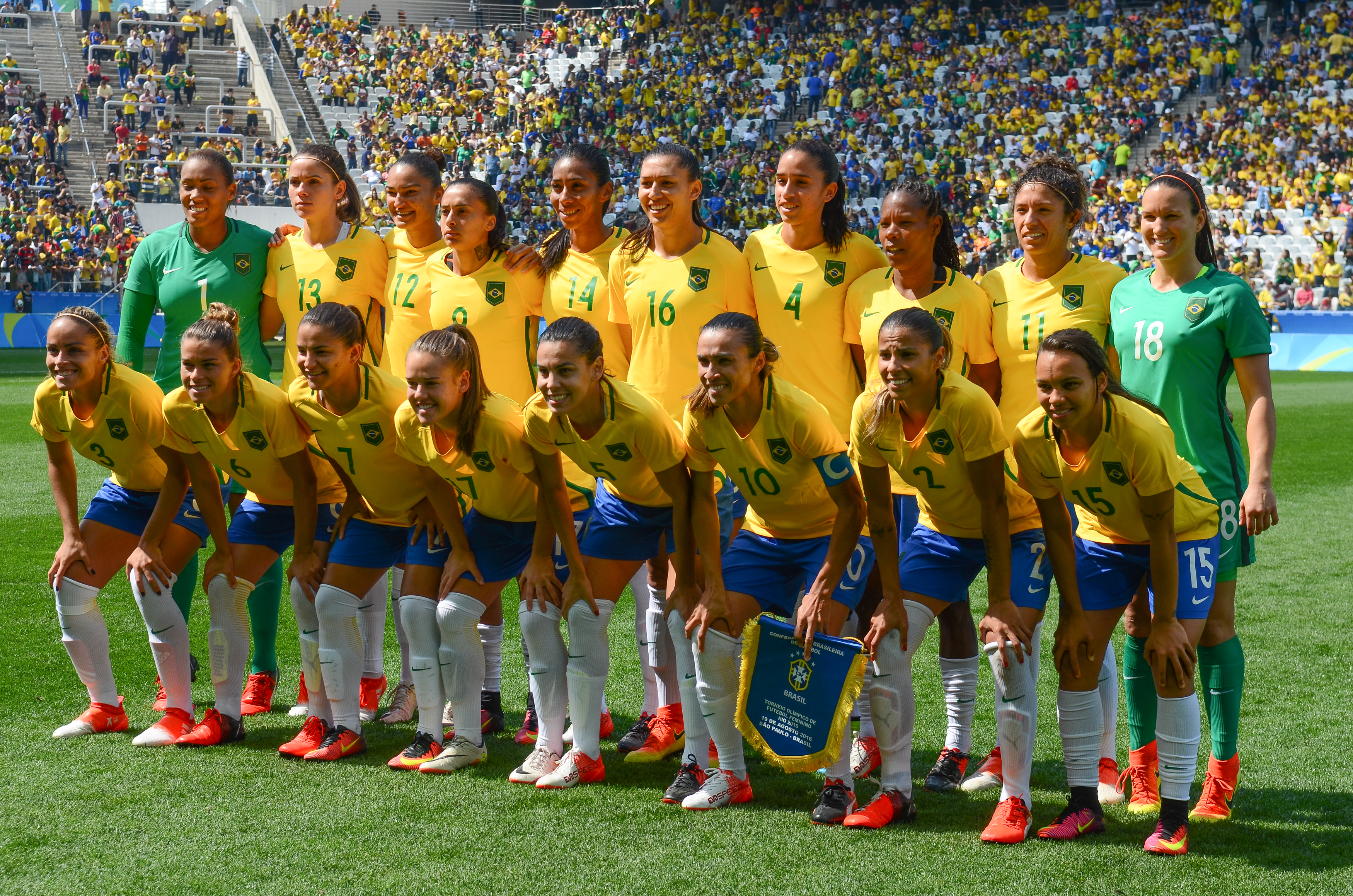
Braziliaans vrouwenelftal (tegen Canada)
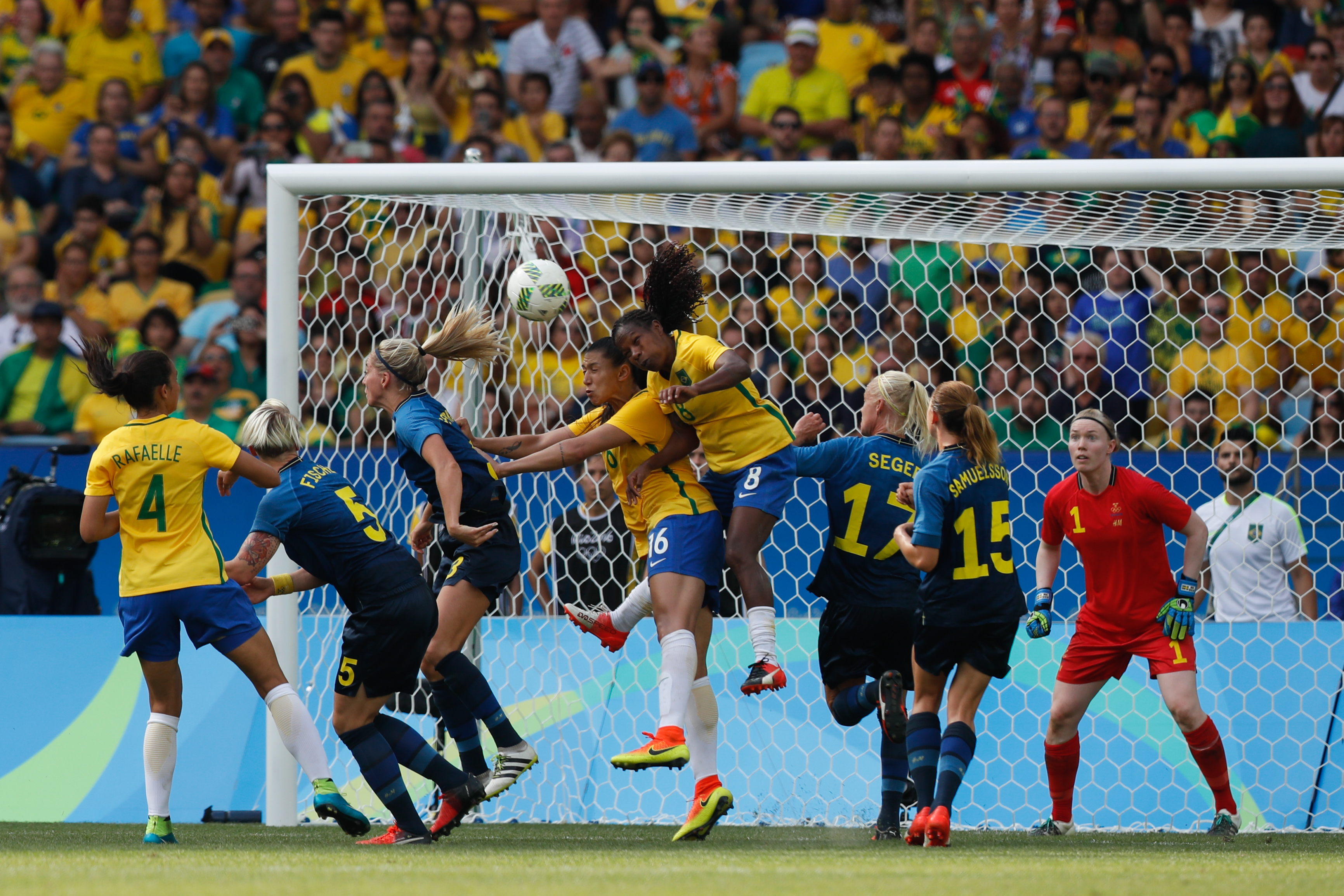
Brazilië –Zweden (Halve finale vrouwen)
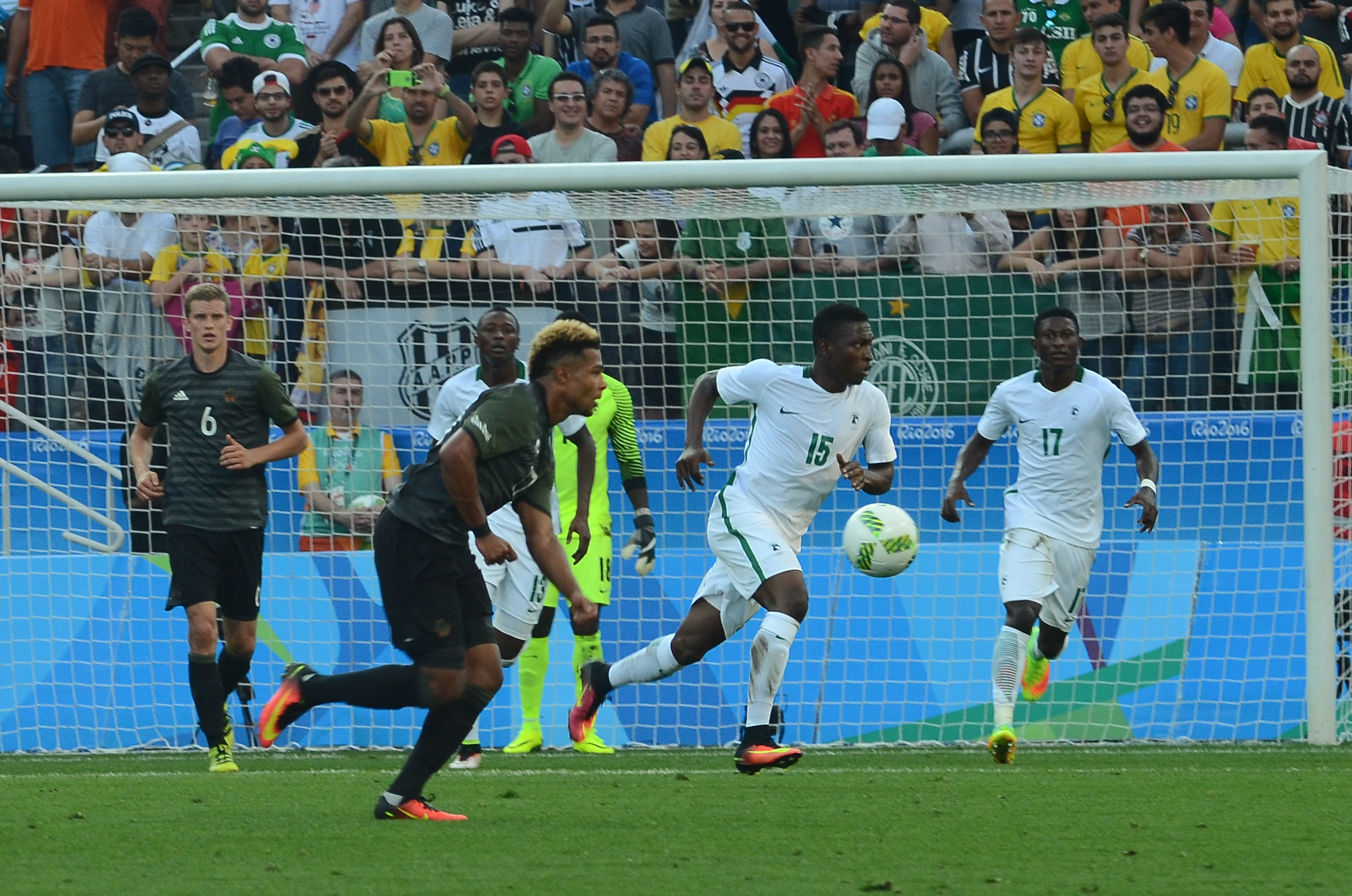
NGR–DUI (Halve finale mannen)
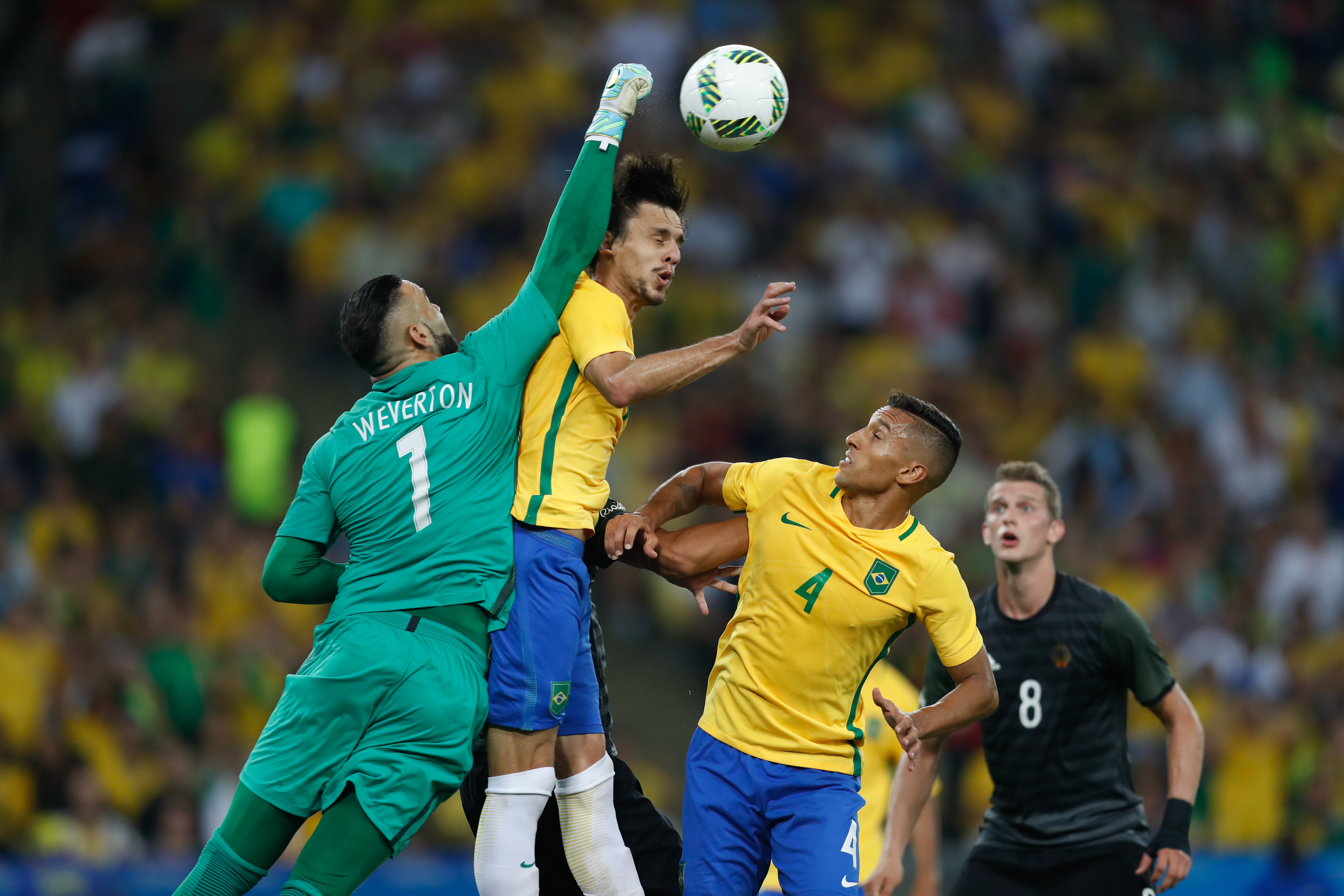
BRA-DUI (Finale mannen)
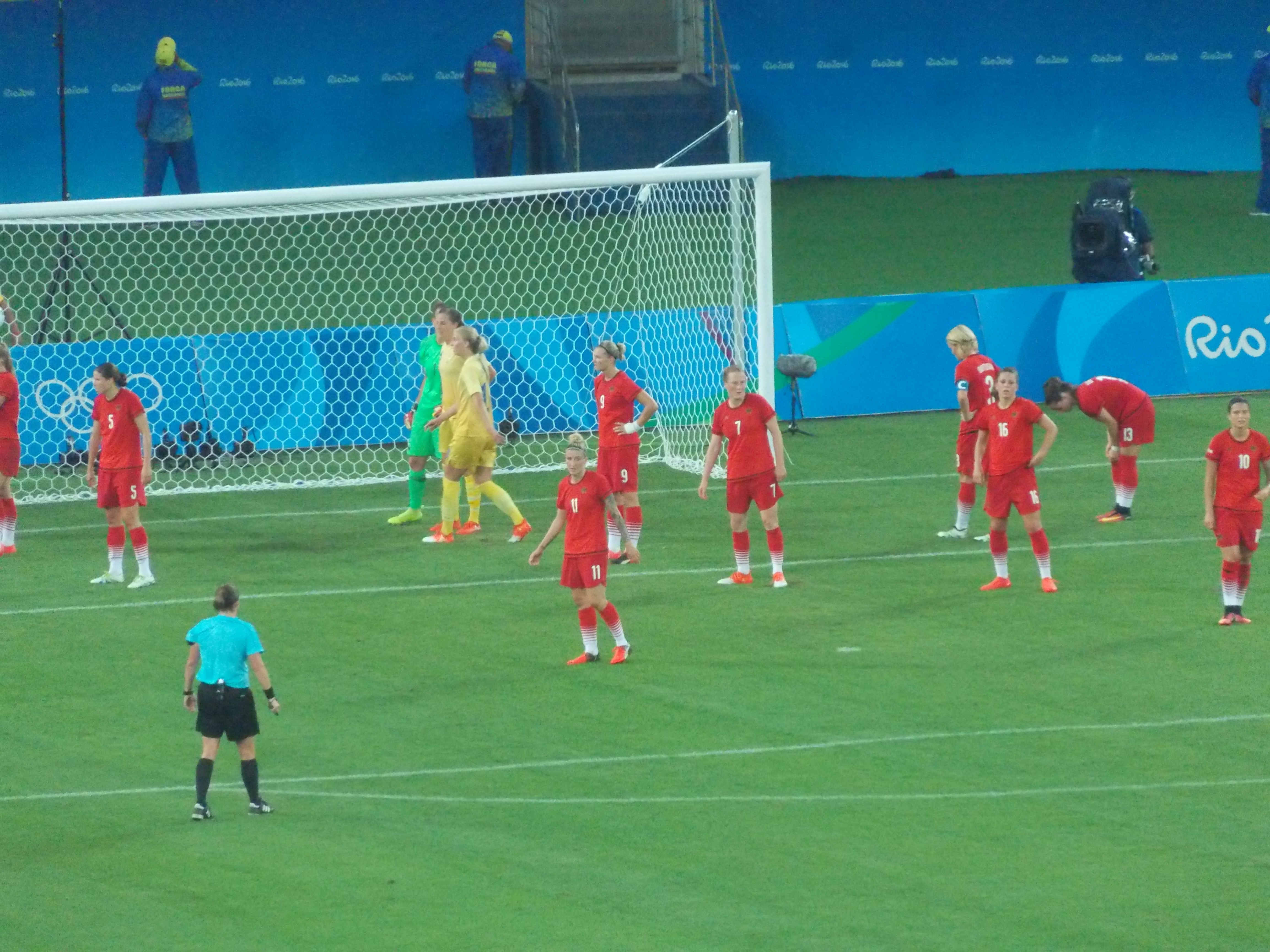
Duitsland –Zweden (Finale vrouwen)
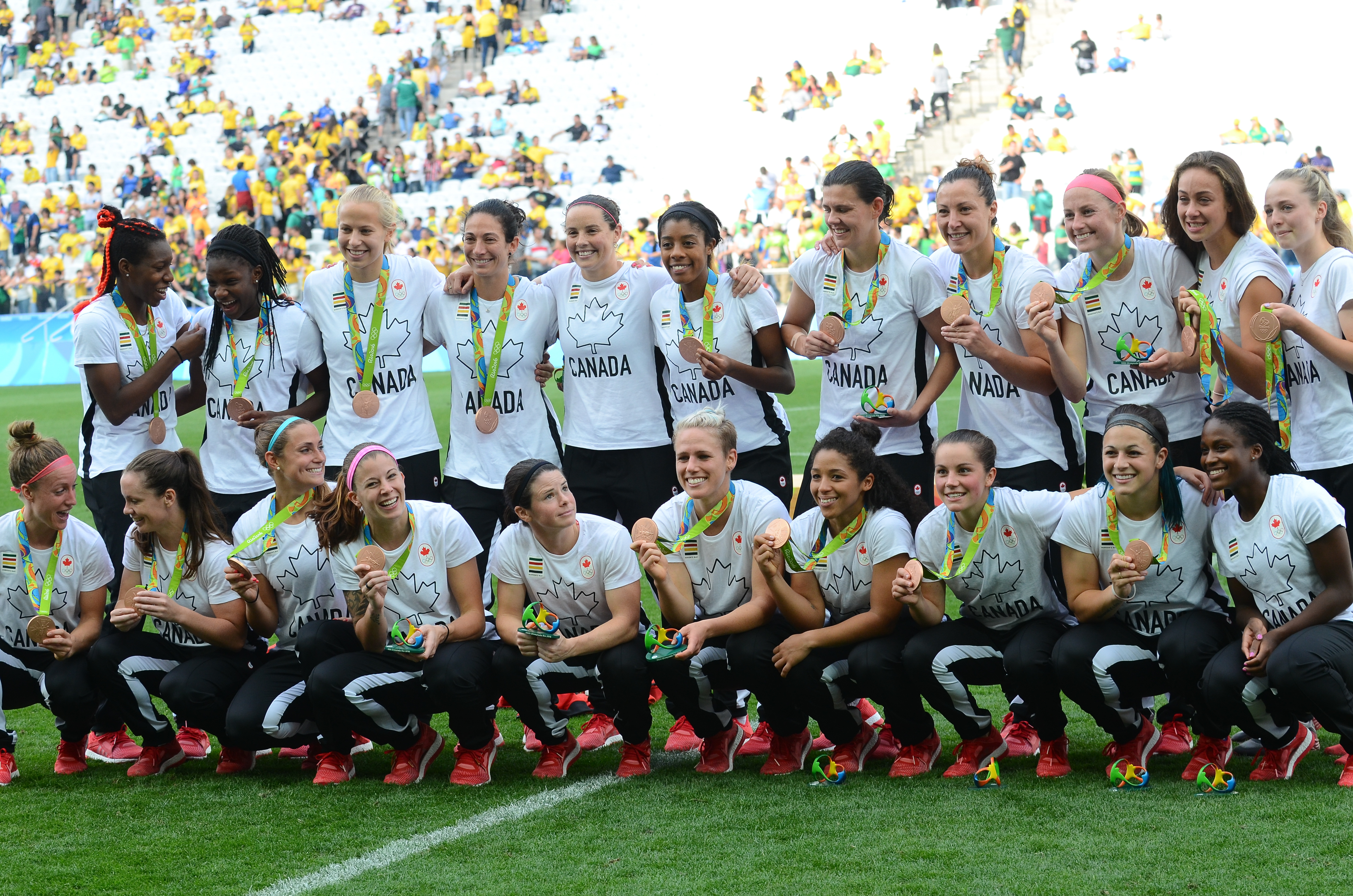
Canadees vrouwenelftal (Bronzen medaille)
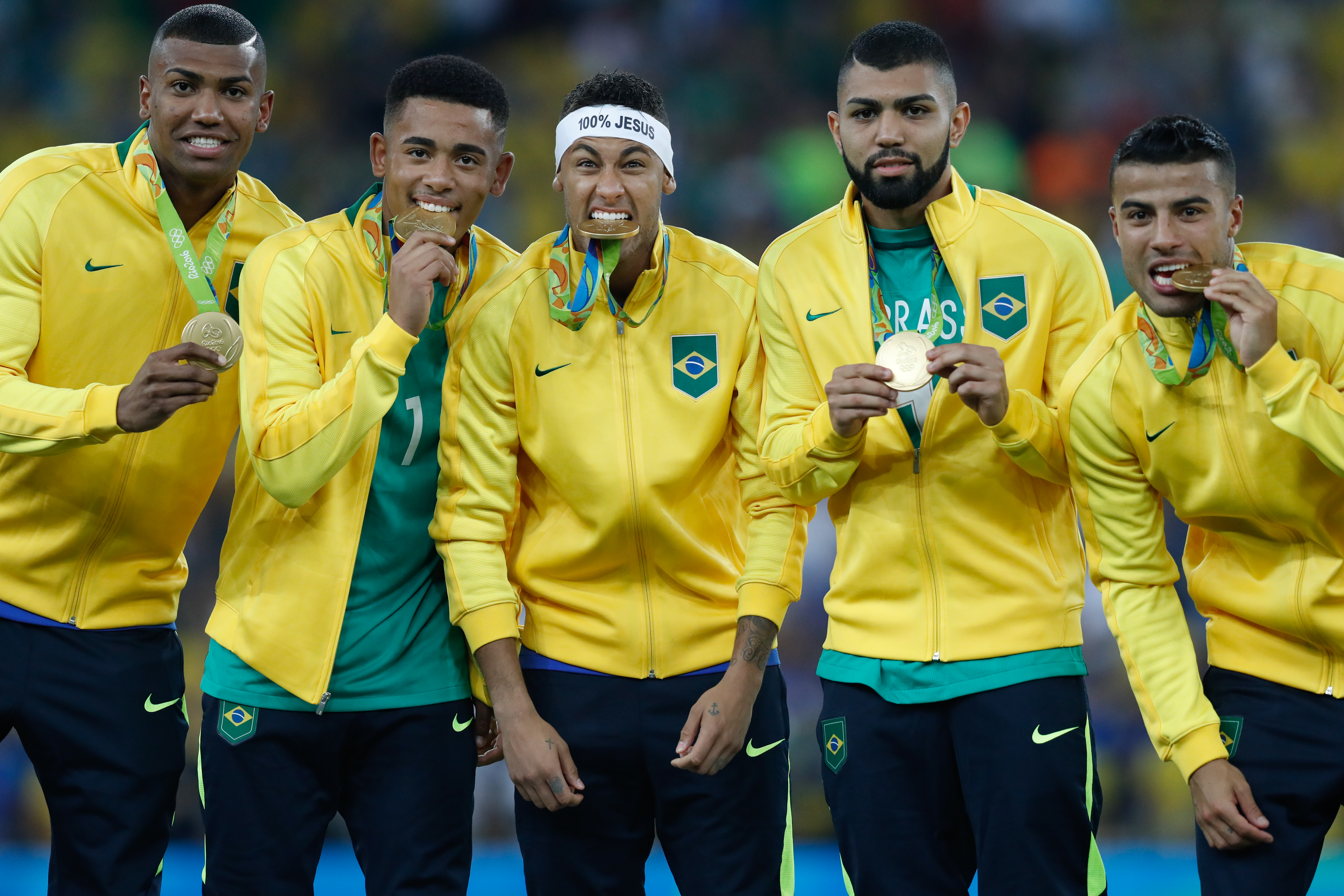
Brazilië (Gouden medaille)